# Écaillon (gemeente)
Écaillon is een gemeente in het Franse Noorderdepartement (Frans: département du Nord) (regio Hauts-de-France) en telt 2.004 inwoners (1999). De plaats maakt deel uit van het arrondissement Douai. De gemeente telde 1.883 inwoners op 1 januari 2022.

## Geografie
De oppervlakte van Écaillon bedroeg op 1 januari 2022 4 vierkante kilometer; de bevolkingsdichtheid was toen 470,8 inwoners per km².

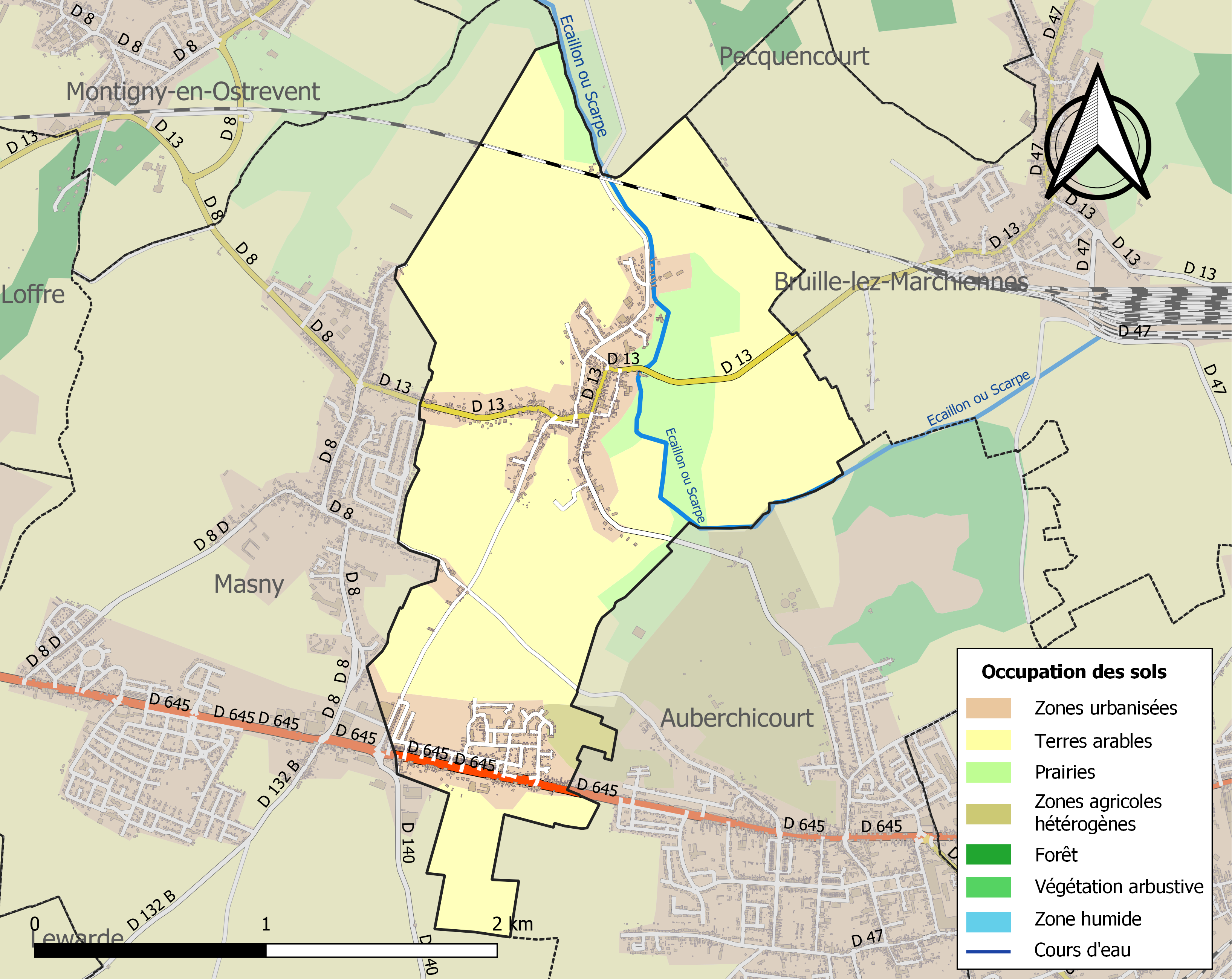
Kaart van de gemeente met belangrijkste infrastructuur, bodemgebruik en omliggende gemeenten

## Demografie
Onderstaande figuur toont het verloop van het inwonertal (bron: INSEE-tellingen).